# Whitesand Lake (Lake Nipigon)
Whitesand Lake är en sjö i Kanada.   Den ligger i Thunder Bay District och provinsen Ontario, i den sydöstra delen av landet, 1 100 km nordväst om huvudstaden Ottawa. Whitesand Lake ligger 308 meter över havet. Arean är 1,6 kvadratkilometer. Den sträcker sig 5,9 kilometer i nord-sydlig riktning, och 3,1 kilometer i öst-västlig riktning.
I omgivningarna runt Whitesand Lake växer i huvudsak blandskog. Trakten runt Whitesand Lake är nära nog obefolkad, med mindre än två invånare per kvadratkilometer.